# پرامسیری بونپیتاک
پرامسیری بونپیتاک (تایلندی: เปรมศิริ บุญพิทักษ์؛ زادهٔ ۱۳ ژانویهٔ ۱۹۸۴) وزنه‌بردار زن اهل تایلند است.
وی در مسابقات کشوری و بین‌المللی در مجموع برندهٔ ۱ مدال طلا، ۱ مدال نقره شده‌است.